# Anastasia Kapatjinskaja
Anastasia Aleksandrovna Kapatjinskaja (ryska: Анастасия Александровна Капачинская), född 20 november 1979, Moskva, Ryska SSR, Sovjetunionen är en rysk friidrottare (sprinter).
Kapatjinskaja slog igenom som en del av det ryska lag som tog brons vid VM i Edmonton 2001 på 4 x 400 meter. Hon ingick även i laget som tog silver på samma distans vid VM 2003. Där vann hon också lite överraskande ett individuellt guld på 200 meter. Vid inomhus VM 2004 åkte Kapatjinskaja fast för dopning och har varit avstängd mellan den 31 mars 2004 och 30 mars 2006.
Hon var tillbaka till Olympiska sommarspelen 2008 där hon slutade femma på 400 meter och blev silvermedaljör i stafett på 4 x 400 meter. Omtestning 2016 av dopningsprov från OS i Peking 2008 visade att hennes prov innehöll förbjudna medel.

## Personliga rekord
- 200 meter - 22,38
- 400 meter - 49,35